# Bluma Zeigarnik
Bluma Wulfovna Zeigarnik (russo: Блюма Вульфовна Зейгарник, IPA:  [blʲumə vulʲfəvnə zʲɪjɡarnʲɪk]; foi uma psicóloga e psiquiatra lituano-soviética, membro da Escola de Psicologia Experimental de Berlim e do Círculo de Vygotsky. Ela contribuiu para o estabelecimento da psicopatologia experimental como uma disciplina separada na União Soviética no período pós-Segunda Guerra Mundial.
Na década de 1920, ela conduziu um estudo sobre memória, no qual comparou a memória em relação a tarefas incompletas e completas. Ela descobriu que tarefas incompletas são mais fáceis de lembrar do que as bem-sucedidas; isso agora é conhecido como Efeito Zeigarnik. Mais tarde,começou a trabalhar no Instituto de Atividade Nervosa Superior de Moscou onde conheceria sua próxima grande influência, Lev Vygotsky e se tornaria parte de seu círculo de cientistas. Foi também lá que Zeigarnik fundou o Departamento de Psicologia. Em 1983, ela recebeu o prêmio Lewin Memorial Award por sua pesquisa psicológica.